# Groningen, Surinam
Groningen este un oraș din Surinam. Este reședința districtului Saramacca.